# Zara Larssons diskografi
Zara Larsson är en svensk sångerska och låtskrivare. Hennes diskografi består av två studioalbum, tre EP-skivor och nio singlar. Larsson vann som tioåring Talang 2008 men det dröjde till 2013 innan hon släppte sin debutsingel "Uncover" på skivbolaget Universal. "Uncover" blev snabbt etta på både Digilistan och Sverigetopplistan, och senare gick låten även in på Svensktoppen. "Uncover" certifierades med en platinaskiva i Sverige på mindre än en månad.
Under 2014 släppte hon sitt första album, med namnet 1. Albumet gick upp på första plats i Sverige, och lyckades till viss del även i grannländerna Norge och Danmark, där det som bäst låg på tjugoåttonde respektive trettioandra plats. I juni 2015 släpptes singeln "Lush Life" som direkt sålde platina i Sverige.
17 mars 2017 släppte hon på bred internationell front sitt andra album So Good.
Det tredje albumet, Poster Girl, släpptes 5 mars 2021.

## Album

### Studioalbum
| Albuminformation                                                                   | Högsta listplaceringar | Högsta listplaceringar | Högsta listplaceringar | Sålda ex.      | Certifikat       |
| Albuminformation                                                                   | SWE                    | DNK                    | NOR                    | Sålda ex.      | Certifikat       |
| ---------------------------------------------------------------------------------- | ---------------------- | ---------------------- | ---------------------- | -------------- | ---------------- |
| 1 - Släppt: 1 oktober 2014 - Skivbolag: TEN Music Group, Universal Music Group     | 1                      | 33                     | 28                     | - SWE: 40 000+ | Sverige: Platina |
| So Good - Släppt: 17 mars 2017 - Skivbolag: TEN Music Group, Universal Music Group |                        |                        |                        |                |                  |

## EP-skivor
| Titel                          | Albuminformation                                                                                            | Certifikat            |
| ------------------------------ | --- | --------------------- |
| Introducing                    | - Släppt: 21 januari 2013 - Skivbolag: TEN Music Group, Universal Music Group - Format: Digital nedladdning | - Sverige: 3× platina |
| Allow Me to Reintroduce Myself | - Släppt: 5 juli 2013 - Skivbolag: TEN Music Group, Universal Music Group - Format: Digital nedladdning     |                       |
| Uncover                        | - Släppt: 16 januari 2015 - Skivbolag: Epic Records, TEN Music Group - Format: Digital nedladdning          |                       |

## Singlar
| År                                                                                        | Singel                        | Högsta listplaceringar | Högsta listplaceringar | Högsta listplaceringar | Högsta listplaceringar | Högsta listplaceringar | Högsta listplaceringar | Högsta listplaceringar | Högsta listplaceringar | Högsta listplaceringar | Högsta listplaceringar | Högsta listplaceringar | Högsta listplaceringar | Högsta listplaceringar | Högsta listplaceringar | Högsta listplaceringar | Högsta listplaceringar | Högsta listplaceringar | Högsta listplaceringar | Certifikat                                                                                          | Album |
| År                                                                                        | Singel                        | SWE                    | BEL (FL)               | BEL (WA)               | CZE                    | DNK                    | FRA                    | LBN                    | NOR                    | CHE                    | FIN                    | NED                    | GB                     | AUS                    | ESP                    | GER                    | ITA                    | NZL                    | AUT                    | Certifikat                                                                                          | Album |
| ----------------------------------------------------------------------------------------- | ----------------------------- | ---------------------- | ---------------------- | ---------------------- | ---------------------- | ---------------------- | ---------------------- | ---------------------- | ---------------------- | ---------------------- | ---------------------- | ---------------------- | ---------------------- | ---------------------- | ---------------------- | ---------------------- | ---------------------- | ---------------------- | ---------------------- | --------------------------------------------------------------------------------------------------- | ----- |
| 2008                                                                                      | "My Heart Will Go On"         | 7                      | —                      | —                      | —                      | —                      | —                      | —                      | —                      | —                      | —                      | —                      | —                      | —                      | —                      | —                      | —                      | —                      | —                      | | i.u.  |
| 2013                                                                                      | "Uncover"                     | 1                      | 7                      | 6                      | 16                     | 3                      | 5                      | 12                     | 1                      | 8                      | —                      | —                      | —                      | —                      | 29                     | —                      | —                      | —                      | —                      | - Sverige: 7× platina - Danmark: 3× platina - Norge: Platina - Switzerland: Platina - Belgien: Guld | 1     |
| 2013                                                                                      | "She's Not Me"                | 21                     | —                      | —                      | —                      | —                      | —                      | —                      | —                      | —                      | —                      | —                      | —                      | —                      | —                      | —                      | —                      | —                      | —                      | - Sverige: Guld                                                                                     | 1     |
| 2013                                                                                      | "Bad Boys"                    | 27                     | —                      | —                      | —                      | 33                     | —                      | —                      | —                      | —                      | —                      | —                      | —                      | —                      | —                      | —                      | —                      | —                      | —                      | - Danmark: Guld                                                                                     | 1     |
| 2014                                                                                      | "Carry You Home"              | 3                      | —                      | —                      | —                      | —                      | —                      | —                      | —                      | —                      | —                      | —                      | —                      | —                      | —                      | —                      | —                      | —                      | —                      | - Sverige: 2× platina                                                                               | 1     |
| 2014                                                                                      | "Rooftop"                     | 6                      | —                      | —                      | —                      | —                      | —                      | —                      | —                      | —                      | —                      | —                      | —                      | —                      | —                      | —                      | —                      | —                      | —                      | - Sverige: Platina                                                                                  | 1     |
| 2014                                                                                      | "Weak Heart"                  | 53                     | —                      | —                      | —                      | —                      | —                      | —                      | —                      | —                      | —                      | —                      | —                      | —                      | —                      | —                      | —                      | —                      | —                      | | 1     |
| 2015                                                                                      | "Lush Life"                   | 1                      | 2                      | 11                     | 29                     | 2                      | 178                    | —                      | 2                      | 3                      | 6                      | 3                      | 3                      | 4                      | 16                     | 4                      | 34                     | 8                      | 4                      | - Danmark: platina - Sverige: 4× platina - Norge: platina                                           |       |
| 2015                                                                                      | "Never Forget You" (med MNEK) | 1                      | 9                      | 11                     | 68                     | 5                      | —                      | —                      | 2                      | 56                     | 4                      | 8                      | 5                      | 3                      | —                      | 43                     | —                      | 6                      | 51                     | |       |
| 2019                                                                                      | "Invisible"                   | 44                     | —                      | —                      | —                      | —                      | —                      | —                      | —                      | —                      | —                      | —                      | —                      | —                      | —                      | —                      | —                      | —                      | —                      | | Klaus |
| "—" betecknar en utgivning som inte gick in på listan eller som inte utgavs i det landet. |                               |                        |                        |                        |                        |                        |                        |                        |                        |                        |                        |                        |                        |                        |                        |                        |                        |                        |                        | |       |

## Andra listnoterade låtar
| 2013                                                                                      | "It's a Wrap"         | 43 | Introducing |
| 2013                                                                                      | "When Worlds Collide" | 26 | Introducing |
| 2013                                                                                      | "Under My Shades"     | 45 | Introducing |
| "—" betecknar en utgivning som inte gick in på listan eller som inte utgavs i det landet. |                       |    |             |

## Musikvideor
| År   | Titel                 | Regissör      |
| ---- | --------------------- | ------------- |
| 2013 | "Under My Shades"     | Måns Nyman    |
| 2013 | "She's Not Me (Pt.1)" | Måns Nyman    |
| 2013 | "She's Not Me (Pt.2)" | i.u.          |
| 2013 | "Bad Boys"            | Måns Nyman    |
| 2014 | "Rooftop"             | Måns Nyman    |
| 2014 | "Weak Heart"          | David Soutar  |
| 2014 | "Carry You Home"      | Emil Nava     |
| 2015 | "Uncover"             | A.V. Rockwell |
| 2015 | "Lush Life"           | Måns Nyman    |